# Rolki
Rolki est un village polonais de la gmina de Biała Piska, dans le powiat de Pisz, voïvodie de Varmie-Mazurie, au nord-est du pays.
Il est situé à environ 23 km à l'est de Pisz et à 110 km à l'est de la capitale régionale Olsztyn.